# Castlevania: Vampire's Kiss
Castlevania: Vampire's Kiss, connu au Japon sous le nom Akumajō Dracula XX (悪魔城ドラキュラXX, Akumajō Dorakyura Daburu Ekkusu) et Castlevania: Dracula X en Amérique du Nord, est un jeu vidéo d'action et de plates-formes sorti en 1995 sur Super Nintendo. Le jeu est développé par Konami / KCEO et édité par Konami.

## Histoire
Le comte Dracula est ressuscité et a enlevé Anette, la petite amie de Richter Belmont, et sa jeune sœur Maria.

## Système de jeu
Castlevania: Vampire's Kiss est constitué de 9 niveaux dont 2 cachés avec ennemis et pièges en grand nombre. La moindre erreur est fatale, au plus grand plaisir du maitre des ténèbres, le comte Dracula. À la fin de chaque niveau se trouve un boss.
Contrairement à Castlevania: Rondo of Blood sur PC-Engine, dont il est le remake, seul le personnage de Richter Belmont peut être incarné, un chasseur de vampires faisant bien entendu partie de la longue lignée des Belmont (voir épisodes précédents) armé du fouet légendaire : le Vampire Killer (« Tueur de vampires »), et pouvant exécuter plusieurs attaques et super-attaques magiques à l'aide de divers objets spéciaux tels que la Bible, l'eau bénite ou encore la croix. Son gameplay est extrêmement similaire à celui des opus précédents et peut même être qualifié d'encore plus rigide (impossibilité par exemple d'attaquer vers le haut, le bas ou en diagonale, au contraire par exemple de Super Castlevania IV).

## Accueil
- Joypad : 81 % (Super Nintendo)[2]